# 천문학의 임시 명칭
천문학에서 임시 명칭(Provisional designation)은 발견 직후 해당 천체의 궤도가 정확히 확인되지 않은 시점에 부여되는 명칭으로, 추후 궤도가 확인되면 정식 명칭을 부여받는다. 예시로 소행성체의 경우에는 70만 개 이상이 임시 명칭을 부여받았고, 이 중 3분의 1은 정식 명칭이 부여되지 않았다.

## 소행성체
현재의 소행성체 (소행성, 센타우루스, 해왕성 바깥 천체) 임시 명칭 체계는 1925년부터 시작되었으며, 기존의 체계들이 소행성체 수가 증가하자 한계에 도달하여 대체용으로 개발되었다.

### 신형 임시 명칭 체계
예시로, 2016년 3월 1~15일에 발견된 2016 EK156를 살펴보면 다음과 같다.
- 2016 – 천체가 발견된 연도를 가리킨다.
- E – 천체가 발견된 반월(半月)을 가리키며, 범위는 알파벳 A(1월 1~15일)부터 Y(12월 16~31일)까지이지만 I는 숫자 1과 혼동되기 때문에 건너뛰며, Z는 이용되지 않는다(밑의 표 참조). 또한 "한 달의 반"과는 약간 다르게, 첫 번째 반월은 해당 달의 1/2가 아닌, 항상 1~15일이다. 예시로, 2월의 반은 1~14일이지만, C는 2월 1~15일이다.[5]
- K156 – 해당 반월에 발견된 총 천체들 중 해당 천체가 몇 번째에 속하는지를 나타낸다. 첫 25개는 뒤 숫자 없이 I를 제외한 알파벳 전부를 사용하며, 뒤 숫자는 알파벳 바퀴 수(A~Z가 몇 번 돌았는지)를 나타낸다. K156을 예시로 들면, 156은 A~Z를 156번 사용했다는 뜻이므로 156×25(알파벳 수)=3900이고 K는 10번째 알파벳이므로 해당 천체는 해당 반월에 3,910번째로 발견된 천체이다.
- 참고로, 2016 EK156을 압축형으로 쓰면 K16EF6K가 된다.

| 1번째 글자 | 1번째 글자 | 1번째 글자 | 1번째 글자 | 1번째 글자 | 1번째 글자 | 1번째 글자 | 1번째 글자 | 1번째 글자 | 1번째 글자 | 1번째 글자 | 1번째 글자 | 1번째 글자 | 1번째 글자 | 1번째 글자 | 1번째 글자 | 1번째 글자 | 1번째 글자 | 1번째 글자 | 1번째 글자 | 1번째 글자 | 1번째 글자 | 1번째 글자 | 1번째 글자 | 1번째 글자 |
| A          | B          | C          | D          | E          | F          | G          | H          | J          | K          | L          | M          | N          | O          | P          | Q          | R          | S          | T          | U          | V          | W          | X          | Y          | –          |
| ---------- | ---------- | ---------- | ---------- | ---------- | ---------- | ---------- | ---------- | ---------- | ---------- | ---------- | ---------- | ---------- | ---------- | ---------- | ---------- | ---------- | ---------- | ---------- | ---------- | ---------- | ---------- | ---------- | ---------- | ---------- |
| 1월 1–15   | 1월 16–31  | 2월 1–15   | 2월 16–29  | 3월 1–15   | 3월 16–31  | 4월 1–15   | 4월 16–30  | 5월 1–15   | 5월 16–31  | 6월 1–15   | 6월 16–30  | 7월 1–15   | 7월 16–31  | 8월 1–15   | 8월 16–31  | 9월 1–15   | 9월 16–30  | 10월 1–15  | 10월 16–31 | 11월 1–15  | 11월 16–30 | 12월 1–15  | 12월 16–31 | –          |
| 2번째 글자 |            |            |            |            |            |            |            |            |            |            |            |            |            |            |            |            |            |            |            |            |            |            |            |            |
| A          | B          | C          | D          | E          | F          | G          | H          | J          | K          | L          | M          | N          | O          | P          | Q          | R          | S          | T          | U          | V          | W          | X          | Y          | Z          |
| 1          | 2          | 3          | 4          | 5          | 6          | 7          | 8          | 9          | 10         | 11         | 12         | 13         | 14         | 15         | 16         | 17         | 18         | 19         | 20         | 21         | 22         | 23         | 24         | 25         |

| 숫자 | 숫자 | 숫자 | 숫자 | 숫자 | 숫자 | 숫자 | 숫자 | 숫자 | 숫자 | 숫자 | 숫자 | 숫자 | 숫자 | 숫자   |
|      | 1    | 2    | 3    | 4    | 5    | 6    | 7    | 8    | 9    | 10   | 11   | 12   | ...  | n      |
| ---- | ---- | ---- | ---- | ---- | ---- | ---- | ---- | ---- | ---- | ---- | ---- | ---- | ---- | ------ |
| 0    | 25   | 50   | 75   | 100  | 125  | 150  | 175  | 200  | 225  | 250  | 275  | 300  |      | 25 × n |

### 추가 설명
- 2014년 1월 1번째 반월에 처음으로 발견된 천체의 이름은 2014 AA가 되고, 그 다음 천체는 2014 AB, 2014 AC,...,2014 AZ가 되며, 한 바퀴를 다 돌면 숫자를 붙여 2014 AA1, 2014 AB1,...로 계속된다. 똑같이 2014 AZ1에 도달하면 다음은 2014 AA2가 되고, 같은 방식으로 진행된다. 이후 1월 16일이 되면 첫 번째 알파벳이 "B"로 바뀌고, 위와 같은 방식으로 2014 BA부터 진행된다.
- 이 명명 체계의 특이점은 두 번째 알파벳이 뒤 숫자보다 상대적으로 자릿수가 적지만 앞쪽에 배열된다는 것으로, 현존하는 대부분의 번호 체계와 다르다. 심지어 이 방식은 압축형 명칭 체계에서도 사용하지 않는다.
- 아스키 코드 등등 기술적인 문제로 인해 숫자는 "평평하게" 작성될 수도 있다. 예시로, 1989 SG1은 1989 SG1으로도 쓸 수 있다.
- 현재까지 가장 발견 수가 많았던 반월은 2005년 8월 2번째 반월로, 13,309개의 소행성체가 발견되었고 마지막 소행성체의 번호는 2005 UJ531이었다.[1]

### 조사 프로젝트 명칭
1960 ~ 1977년도에 팔로마 천문대와 레이덴 천문대의 합작 프로젝트인 팔로마-레이덴 탐색 프로젝트에서 발견한 소행성들은 세부 프로젝트 순서로 임시 이름이 붙었다. 세부 프로젝트의 순서는 다음과 같다.
- P-L  팔로마-레이덴 프로젝트(1960~1970)
- T-1  팔로마–레이덴 트로이군 프로젝트 (1971)
- T-2  팔로마–레이덴 트로이군 프로젝트 (1973)
- T-3  팔로마–레이덴 트로이군 프로젝트 (1977)

작명 규칙은 "발견된 순서(숫자)" "프로젝트 이름" 으로, 예시로 소행성 6344 P-L은 팔로마-레이덴 프로젝트에서 발견한 6344번째 소행성이고, 4835 T-1은 첫 번째 트로이군 프로젝트에서 발견된 소행성임을 나타낸다.
이 작명 규칙을 따르는 소행성들 거의 대부분은 현재 정식 명칭을 부여받았다.

### 명명법 변천사

#### 정식 명칭의 변천사
19세기 초에 소행성 4개가 최초로 발견된 이후 5번째가 발견되기까지는 35년 가량이 걸렸다. 당시 천문학자들은 소행성이 셀 수 없이 많으리라고는 전혀 생각하지 못했기 때문에, 발견한 소행성 네 개에 각각 천문 기호를 부여하였다. 1 세레스는 데메테르의 낫(⚳), 2 팔라스는 마름모꼴에 십자가가 걸쳐진 모양(⚴), 3 주노는 별로 장식된 아프로디테의 거울(, 이후 별에 십자가가 걸쳐진 모양(⚵)으로 바뀜), 4 베스타는 불 제단의 화로()이다.
소행성 각각에 기호를 붙이는 것은 그리 효율적이지 못했을 뿐만 아니라 소행성의 수가 늘어날수록 사용하기 어려워졌고, 이에 따라 1854년 요한 프란즈 엥케는 책 《Berliner Astronomisches Jahrbuch》에서 기호 대신 번호를 사용하자고 제안하였다. 엥케가 제안한 번호 체계는 아스트라이아를 1번으로 하여 11번째 에우노미아까지 이어졌고, 기존에 기호를 사용하던 5개 소행성은 그대로 기호를 사용하였다. 그 후, 엥케가 체계를 발표한 다음 년도에 아스트라이아는 5번으로 바뀌었다.
새로운 명명 체계는 천문학자들 사이에서 급속히 확산되기 시작했고, 이 체계가 현재까지 이어져 번호 뒤에 이름을 적는 방식으로 굳어졌다. 하지만 이 체계가 도입된 이후로도 몇몇 소행성들은 기호를 받았는데, 대표적으로 28 벨로나는 벨로나의 채찍과 창, 35 레우코테아는 고대 등대, 37 파이다스는 십자가()이다.

#### 과거 임시 명칭
19세기 후반까지만 해도, 임시 명칭을 나타내는 여러 체계들이 뒤섞여 사용되고 있었다. 현재 사용하는 방식은 1892년 저널 《Astronomische Nachrichten》에 처음 실렸으며, 먼저 발견되면 숫자로 이름을 붙인 다음 그 천체가 궤도를 한 바퀴 완주하면 정식 명칭을 부여하는 방식이었다.
처음에는 천체의 발견 년도를 쓴 다음 알파벳 대문자로 발견 순서를 나타냈으며, 알파벳 I(또는 간혹 J)는 건너뛰었다. 예를 들어, 333 바데니아는 "1892 A", 163 에리고네는 "1892 B"이다. 그 후 1893년, 소행성이 갈수록 많이 발견되자 대문자 1개 대신 2개를 사용하여 AA, AB...AZ, BA, BB...로 나타내는 방법이 대신 사용되었으며, 년도가 지날 때마다 알파벳 순서를 재시작하지 않았다. 예시로, 1893 AP 다음에 1894 AQ가 왔다. 1916년이 되자 알파벳 ZZ까지 전부 다 사용하였고, 다시 AA부터 재시작하였다.
간혹 천체가 사진에 찍힌 후 찍혔다는 사실을 알아내기까지 상당한 시간이 소요되기도 하고(포에베 등), 발견 후 발견 사실이 발표되기까지 오래 걸리기도 하기 때문에, "발견 순서"의 정의를 새롭게 정리할 필요가 있었다. 따라서 현재는 천체가 사진에 찍힌 날짜를 기준으로 하는데, 대문자 2개를 사용하는 방식에서는 중간에 새로운 천체가 추가될 수 없었고, 이 문제를 해결하기 위해 혜성과 비슷하게 연도 뒤에 소문자를 적는 방식을 사용하기도 했다(혜성과는 다르게 연도와 알파벳 사이에는 띄어쓰기가 있었다). 1914년에는 그리스 문자가 추가로 사용되기도 했다.

### 일시적 임시 명칭
일시적 임시 명칭은 소행성체 센터에서 임시 명칭을 부여하기 전에 관측자나 관측한 천문대의 이름을 따서 잠시 구별하기 위해 붙여놓는 이름으로, 주로 정보화 시대 이전에 통신이 힘들거나 세계대전 등으로 인해 아에 불가능했을 당시에 사용하였다. 밑에 일시적 임시 명칭들의 목록이 나와 있으며, 이 명칭들에는 알파벳 대/소문자(대문자, 소문자), 년도 및 숫자, 로마 숫자(로마숫자), 그리스 문자(그리스문자)가 혼용되어 사용되었다.
| 천문대 이름                         | 일시적 임시 명칭         | 예시                     |
| ----------------------------------- | ------------------------ | ------------------------ |
| 라플라타 천문대                     | [La Plata] 년도 로마숫자 | La Plata 1951 I, 1951 I  |
| 라플라타 천문대                     | [La Plata] 년도 대문자   | La Plata 1950 G, 1950 G  |
| 로웰 천문대                         | A 숫자                   | A0, A7                   |
| 릭 천문대                           | [Asteroid] 대문자        | Asteroid B, B            |
| 일본 국립천문대 (미타카 캠퍼스)     | Tokyo 대문자             | Tokyo B                  |
| 일본 국립천문대 (미타카 캠퍼스)     | Tokyo 소문자             | Tokyo b                  |
| 일본 국립천문대 (미타카 캠퍼스)     | Tokyo 숫자               | Tokyo 20                 |
| 일본 국립천문대 (미타카 캠퍼스)     | Tokyo 년도 대문자        | Tokyo 1954 D             |
| 베오그라드 천문대                   | 년도 소문자 [(Beograd)]  | 1956 x (Beograd), 1956 x |
| 베오그라드 천문대                   | 소문자                   | x                        |
| 벨기에 왕립 천문대                  | 소문자 [(Uccle)]         | p (Uccle), p             |
| 벨기에 왕립 천문대                  | 소문자 숫자 [(Uccle)]    | x2 (Uccle), x2           |
| 벨기에 왕립 천문대                  | [년도] U 숫자            | 1945 U 12, U 12          |
| 시메이스 천문대                     | [1942] SIGMA K 숫자      | 1942 SIGMA K1, SIGMA K1  |
| 시메이스 천문대                     | [1942] SIG K 숫자        | 1942 SIG K1, SIG K1      |
| 시메이스 천문대                     | sigma 숫자               | sigma 1, sigma 229       |
| 아레키파 천문대                     | Arequipa 소문자          | Arequipa a               |
| 아레키파 천문대                     | Areq 소문자              | Areq a                   |
| 아레키파 천문대                     | Arequipa 숫자            | Arequipa 17              |
| 아레키파 천문대                     | Areq 숫자                | Areq 17                  |
| 알마아타 천문대                     | Alma-Ata [Nr.] 숫자      | Alma-Ata Nr. 1           |
| 알마아타 천문대                     | 년도 A 숫자              | 1952 A1, A1              |
| 알제 천문대                         | Alger 대문자             | Alger A, Alger CM        |
| 알제 천문대                         | Alg 대문자               | Alg A, Alg CM            |
| 여키스 천문대                       | Y.O. 숫자                | Y.O. 23                  |
| 여키스 천문대                       | YO 숫자                  | YO 23                    |
| 요하네스버그 천문대                 | 대문자                   | A, E                     |
| 요하네스버그 천문대                 | G 숫자                   | G 1, G 21                |
| 요하네스버그 천문대                 | T 숫자                   | T 9, T 16                |
| 워싱턴 천문대                       | 년도 W 숫자              | 1917 W 15, 1923 W 21     |
| 윌슨 산 천문대                      | [Asteroid] 대문자        | Asteroid A, A            |
| 윌슨 산 천문대                      | 대문자                   | D                        |
| 쯔진산 천문대                       | P.O. 숫자                | P.O. 32, P.O. 189        |
| 쯔진산 천문대                       | PO 숫자                  | PO 32, PO 189            |
| 카산 천문대                         | 숫자                     | 1, 6                     |
| 카산 천문대                         | 소문자                   | d                        |
| 크림 천체물리 관측소                | N 숫자                   | N1                       |
| 크림 천체물리 관측소                | K 숫자                   | K1, K3423                |
| 톤턴 천문대                         | Taunton 숫자             | Taunton 83               |
| 투르쿠 천문대                       | T- 숫자                  | T-1, T-774               |
| 하이델베르그-쾨니히슈툴 주립 천문대 | Wolf [Nr.] 숫자          | Wolf Nr. 18, Wolf 18     |
| 하이델베르그-쾨니히슈툴 주립 천문대 | Wolf 소문자              | Wolf u                   |
| 하이델베르그-쾨니히슈툴 주립 천문대 | Wolf 그리스문자          | Wolf alpha               |
| 하이델베르그-쾨니히슈툴 주립 천문대 | Heid 숫자                | Heid 1, Heid 234         |

## 혜성
1994년 이전까지만 해도 혜성의 이름을 붙이는 방법은 상당히 복잡했으며, 일반적으로 2가지 방식이 사용되었다. 첫 번째는 혜성이 발견된 년도 뒤에 해당 년도에 발견된 순서대로 로마 숫자를 붙이는 방식이었는데, 만약 중간에 새로운 혜성이 추가되면 체계가 망가져버리는 문제가 있었다. 예를 들어, 혜성 "1881 II"과 "1881 III"이 발견되어 이름을 부여받은 상태인데, 발견은 되었었으나 나중에 보고된 혜성이 있다면 이름을 "1881 II½"으로 붙일 수는 없었기 때문이다. 두 번째 방법은 혜성이 근일점을 지난 순서대로 알파벳 소문자를 붙이는 것이었고, 이 방식 또한 위와 마찬가지 문제점이 있었다. 위 두 방식을 사용해보면, 페이 혜성(4P/페이)은 "혜성 1881 I"이면서 동시에 "혜성 1880c"이다.
1994년에 제안된 혜성 명명법은 소행성체 명명법과 비슷하다. 먼저 발견 년도를 쓴 다음 한 번 띄어쓰는 것까지는 동일하며, 소행성체와 다르게 반월을 나타내 주는 알파벳 하나만을 사용한다(I는 건너뛴다). 마지막에 붙는 숫자는 발견 순서를 나타낸다. 예시로, 2006년 3월 두 번째 반월에 8번째로 발견된 혜성은 2006 F8이 된다. 만약 혜성이 쪼개진다면, 혜성 임시 명칭 뒤에 알파벳 A, B, C, ..., Z, a, b, c..., z를 붙인다. 혜성이 52조각 이상으로 갈라지지 않을 가능성이 매우 높기 때문에 소문자 z까지만 사용한다.
만약 천체가 처음에 소행성으로 분류되었는데 나중에 혜성 꼬리나 코마가 발견된다면 기존의 소행성체 임시 명칭은 유지한다. 예를 들어, 소행성 1954 PC는 나중에 혜성이 되었고, 이 혜성의 명칭은 "4P/1954 PC"가 되었다. 비슷한 예시로, 소행성 1999 RE70는 추후 혜성으로 재분류되었고, 현재 명칭은 2개, 176P/LINEAR(LINEAR 52 혜성) 및 118401 LINEAR이다.

### 주기 혜성
공전 주기가 200년 이하이거나 궤도를 한 바퀴 전부 완주한 혜성들을 주기 혜성이라고 정의하며, 주기 혜성들은 명칭 앞머리에 P→Peroidic가 붙는다(예시로, 322P/SOHO 혜성의 임시 명칭은 "P/2007 R5"이며, 공전 주기가 367년인 이케야-장 혜성의 임시 명칭은 "P/2002 C1"이다). 주기 혜성들은 근일점을 한 번 이상 통과하면 영구 명칭을 부여받는다(주기 혜성 목록 참조).

### 비주기 혜성
"주기 혜성" 조건을 충족하지 못하는 혜성들은 앞머리에 C가 붙으며(C/2006 P1 등), 나중에라도 주기 혜성 조건을 충족하면 앞머리에 P가 붙는다. 혜성을 잃어버리거나 혜성이 파괴되었다면 D가 붙으며(D/1993 F2 등), 과거에 관측되었으나 궤도를 계산할 수 없는 혜성들은 X가 붙는다(X/1872 X1 등).

## 위성 및 고리
행성의 위성이나 고리가 처음으로 발견되면 S/2000 J 11, S/2005 P 1, R/2004 S 2 등등과 같은 형식으로 이름이 붙는다. 앞의 "S/"와 "R/"은 각각 "Satellite"와 "Ring"의 약자로, "위성"과 "고리"를 나타낸다. 간혹 뒷쪽의 뛰어쓰기를 생략하고 "S/2000 J11"처럼 적기도 한다.
뒤 숫자는 발견 년도, 정확히는 위성이 처음으로 찍힌 사진의 날짜이다. 그 다음 알파벳, J, S 등등은 중심 행성을 가리키며, 수성(H, Hermes)을 제외하고는 모두 영문명의 앞 글자를 딴다. 제일 마지막 숫자는 해당 년도에 발견된 위성들 중 해당 천체가 몇 번째인지를 나타낸다. 예시를 몇 가지 들자면 다음과 같다.
- S/2000 J 11: 2000년에 목성(J)에서 11번째로 발견된 자연 위성
- S/2005 P 1: 2005년에 명왕성(P)에서 1번째로 발견된 자연 위성
- R/2004 S 2: 2004년에 토성(S)에서 2번째로 발견된 고리

### 소행성체의 위성
소행성 위성 등 소행성체의 위성들의 경우에도 위와 같은 규칙이 적용되며, 행성명은 해당 소행성체의 소행성 번호로 대체된다. 예를 들어, 2001년 발견됐던 87 실비아의 위성 로물루스의 임시 명칭은 "S/2001 (87) 1"이었다.

## 압축형 명칭 체계
압축형 체계는 데이터베이스나 전자 문서 등에 쓰이고 있다.

### 압축형 소행성체 명칭
소행성체 센터의 궤도 데이터베이스(MPCORB)에서는 정식 명칭이 부여되지 않은 모든 소행성체의 임시 명칭을 압축형으로 표시하고 있다.
압축형 명칭에서는 기존 명칭과 달리 순서를 나타내는 알파벳이 뒤로 가고, 숫자가 앞으로 온다.

### 압축형 임시 명칭
압축형 임시 명칭 체계의 규칙은 다음과 같다.
- 모든 명칭에 띄어쓰기 없이 7글자를 사용한다.
- 연도 4글자를 2글자 코드로 단축한다. 예시로,2014는 K14가 된다(밑 표 참조).
- 모든 숫자를 2글자 코드로 단축한다(00은 숫자가 없을 때 사용하며, A0는 100을 나타낸다).
- 반월 알파벳 다음에 숫자 2글자를 쓰며, 그 뒤에 순서 알파벳을 쓴다.

압축형 체계에서는 "i"를 그냥 사용한다. 따라서 알파벳 대소문자를 모두 사용하면 한 반월에 15,500개의 조합(619 × 25 + 25)을 사용할 수 있으며, 이는 최근 한 반월간 발견된 천체 수보다 몇 배 정도 많다.
예시
1. 1995 XA는 J95X00A가 된다.
2. 1995 XL1는 J95X01L가 된다.
3. 2016 EK156는 K16EF6K가 된다.
4. 2007 TA418는 K07Tf8A가 된다.

예시 설명
1. 1995년은 J95로 압축된다. 그 뒤에 반월 알파벳 X를 쓴 다음, 아래첨자 숫자가 없으므로 00을 쓰고, 마지막으로 A를 쓴다.
2. 1995년은 J95로 압축된다. 아래첨자 숫자 "1"은 "01"로 바뀌어 첫 알파벳 뒤에 표시된다.
3. 2016년은 K16으로 압축된다. 아래첨자 숫자 "156"은  "F6"으로 변환된다(밑 표 참조).
4. 2007년은 K07로 압축된다. 아래첨자 숫자 "418"은 "f8"로 변환된다(밑 표 참조).

변환용 표
| 발견 세기 | 발견 세기 | 발견 세기 | 발견 세기 | 발견 세기 |
| I         | J         | K         | L         | ...       |
| --------- | --------- | --------- | --------- | --------- |
| 18XX      | 19XX      | 20XX      | 21XX      | ...       |

| 3자리 이상 숫자 변환표 | 3자리 이상 숫자 변환표 | 3자리 이상 숫자 변환표 | 3자리 이상 숫자 변환표 | 3자리 이상 숫자 변환표 | 3자리 이상 숫자 변환표 | 3자리 이상 숫자 변환표 | 3자리 이상 숫자 변환표 | 3자리 이상 숫자 변환표 | 3자리 이상 숫자 변환표 | 3자리 이상 숫자 변환표 | 3자리 이상 숫자 변환표 | 3자리 이상 숫자 변환표 | 3자리 이상 숫자 변환표 | 3자리 이상 숫자 변환표 | 3자리 이상 숫자 변환표 | 3자리 이상 숫자 변환표 | 3자리 이상 숫자 변환표 |
| A                      | B                      | C                      | D                      | E                      | F                      | G                      | H                      | I                      | J                      | K                      | L                      | M                      | N                      | O                      | P                      | Q                      | R                      |
| ---------------------- | ---------------------- | ---------------------- | ---------------------- | ---------------------- | ---------------------- | ---------------------- | ---------------------- | ---------------------- | ---------------------- | ---------------------- | ---------------------- | ---------------------- | ---------------------- | ---------------------- | ---------------------- | ---------------------- | ---------------------- |
| 100s                   | 110s                   | 120s                   | 130s                   | 140s                   | 150s                   | 160s                   | 170s                   | 180s                   | 190s                   | 200s                   | 210s                   | 220s                   | 230s                   | 240s                   | 250s                   | 260s                   | 270s                   |
| S                      | T                      | U                      | V                      | W                      | X                      | Y                      | Z                      | a                      | b                      | c                      | d                      | e                      | f                      | g                      | h                      | i                      | j                      |
| 280s                   | 290s                   | 300s                   | 310s                   | 320s                   | 330s                   | 340s                   | 350s                   | 360s                   | 370s                   | 380s                   | 390s                   | 400s                   | 410s                   | 420s                   | 430s                   | 440s                   | 450s                   |
| k                      | l                      | m                      | n                      | o                      | p                      | q                      | r                      | s                      | t                      | u                      | v                      | w                      | x                      | y                      | z                      |                        |                        |
| 460s                   | 470s                   | 480s                   | 490s                   | 500s                   | 510s                   | 520s                   | 530s                   | 540s                   | 550s                   | 560s                   | 570s                   | 580s                   | 590s                   | 600s                   | 610s                   |                        |                        |

### 압축형 조사 프로젝트 명칭
위에서 설명했던 팔로마-레이덴 탐색 프로젝트에서 사용했던 특수 명칭 또한 압축형으로 쓸 수 있으며, 다음은 예시이다.
- 6344 P-L: PLS6344
- 4835 T-1: T1S4835
- 1010 T-2: T2S1010
- 4101 T-3: T3S4101

### 압축형 영구 명칭
정식 소행성체명의 압축형도 존재하며, 이 경우에는 길이가 5글자밖에 되지 않는다. 1번부터 99,999번까지는 단순히 번호 나열이며, 10만 이상부터는 임시 명칭처럼 알파벳 대소문자가 사용된다(위의 변환 표 참조).
예시
- 00001은 1 세레스를 나타낸다.
- 99999는 (99999) 1981 FP를 나타낸다.
- A0000는 100000 아스트로나티카를 나타낸다(A0= 10만).
- A9999는 (109999) 2001 SZ62를 나타낸다(A9= 10만 9천).
- G3693는 163693 아티라를 나타낸다(G3= 16만 3천)
- g0356는 420356 프라암지우스를 나타낸다(g0= 42만)

소행성체 센터 웹사이트에는 번호가 620,000이 넘어가면 이 체계가 어떻게 변할지는 설명하지 않고 있다. 현재까지 소행성체 센터에 등록된, 정식 번호가 부여된 소행성체의 수는 센터 웹사이트의 "Orbits And Names" 섹션의 "numbered"에서 찾을 수 있다.

## 같이 보기
- 소행성체명
- 혜성 명명법
- 위성 명명법

## 참고 문헌
- Benjamin A. Gould (1852). “On the symbolic notation of the asteroids”. 《Astronomical Journal》 2 (34): 80. Bibcode:1852AJ......2...80G. doi:10.1086/100212.